# إيوود بارك
إيوود بارك (بالإنجليزية: Ewood Park)‏ هو ملعب لكرة القدم يقع في المدينة الإنجليزية بلاكبيرن في لانكاشير. أفتتح الملعب في سنة 1882، تبلغ سعته 31.367 مقعد، شهد أكبر حضور جماهيري في الـ 2 من مارس 1929 في مباراة بين نادي بلاكبيرن روفرز مع نادي بولتون واندرز في الدور السادس من درع الاتحاد الإنجليزي لكرة القدم.

## تاريخ الملعب
بدأ لعب كرة القدم في هذا الملعب على أقل تقدير في عام 1881 حيث كان يوجد المدرج الرئيسي فقط، وكآنت أول مباراة لنآدي بلاكبيرن روفرز في الملعب في الـ 9 من أفريل عآم 1881 أين واجه شيفلد وانزداي. افتتح الملعب رسميا في أفريل من عام 1882، وكآنت أول مباراة لبلاكبيرن بعد الافتتاح الرّسمي في سبتمبر من عام 1890 وواجه فيها نادي أكرينجتون ستانلي. حقق الملعب نجآحآ كبيرآ وأعطي له شرف استضافة مباراة دولية جمعت بين منتخب إنجلترا ومنتخب اسكوتلندا في 1891. وفي عام 1893 اشترى بلاكبيرن حق امتلاك الملعب بمبلغ 2500 جنيه استرليني، ولكن كاد الملعب أن يتدمر حين سقط جزء من إحدى مدرّجات الملعب عندما كان فيه المدرج حشد قوي بلغ 20.000 متفرج في مباراة ضد إيفرتون. 
في 1903، تم بناء سقف في مدرج داروين إيند وقد كلف بناءه مبلغ 1680 جنيه استرليني، وبعد عام من بناء السقف بني مدرّج شآرع نوتآل وكان من تصميم المهندس أرشيبالد ليتش، واستعمل المدرّج لأول مرّة في في اليوم الأول من السنة 1907 في مباراة جمعت بلاكبيرن وبريستون نورث إيند. في عام 1928 شيّد جدار اسمنتي حول الملعب، وبعد ذلك بني مدرّج ريفرسايد بتكلفة قدرت بـ 1550 جنيه استرليني. ركبت الأضواء الكاشفة في الملعب عام 1958 واستخدمت أول مرة في مباراة ودية بين نادي روفرز ونادي فيردر بريمن. وفي عام 1984 تم تجديد وإعادة بناء لمدرج شآرع نوتال بعدما شب حريق في صيف هذا العام. وبعد مخاوف من اندلاع حريق في المدرجات الخشبية مثلما حصل في برادفورد سيتي تم هدم مدرّج ريفرسايد في عام 1987. وفي جوان 1992 وافق المجلس المحلي لمدينة بلاكبيرن على خطط النادي لتطوير سعة الملعب إلى 31.000.
وبحلول شهر فيفري من عام 1994، افتتح مدرّج داروين إيند، وتم بناء موقف للسيارات قرب الملعب وتطلّب هذا هدم طاحونة فيرنهيرست من أجل فسح المجال للموقف. وفي أغسطس 1994 افتتح مدرج جآك وآلكر في مكآن مدرّج شآرع نآتآل، وفي نوفمبر 1955 تم إعادة خطط لبناء المردج المهدوم من جديد مدرج ريفرسايد بعد فوز بلاكبيرن على نوتينغهام فوريست بنتيجة 7-0، وكان هاته الخطط من أجل زيادة الحضور الجماهيري.
في 2 ماي 2022 فُتِحا الملعب للمسلمين لأداء صلاة العيد الفطر .

## أرقام قياسية للحضور الجماهيري
أعلى حضور جماهيري بالملعب كان في الـ 2 من مارس من عام 1929 في مباراة من الدور السادس من درع الاتحاد الإنجليزي لكرة القدم وجمعت المباراة ناديي بلاكبيرن روفرز ونادي بولتون وآندرز وبلغ عدد الحضُور: 61.783 متفرّج. وكان أعلى حضور جماهيري في الدوري بالملعب في 26 ديسمبر 1921 وجمع النادي المحلي بلاكبيرين مع نادي بريستون نورث إيند وبلغ 52.656 متفرّج وكان هذا عندما كان بلاكبيرن ينافس في دوري الدرجة الأولى الإنجليزي.